# Geobàcter
Geobàcter és un gènere de proteobacteris. Els Geobàcter són espècies bacterianes amb respiració anaeròbica amb capacitats que les fan útils per a la bioremediació. Les espècies d'aquest gènere van ser els primers organismes identificats amb l'habilitat d'oxidar metalls i compostos orgànics, incloent-hi el ferro, compostos de petroli i metalls radioactius a diòxid de carboni utilitzant òxids de ferro o altres metalls disponibles com a acceptor final d'electrons. Són capaços de respirar sobre la superfície d'un elèctrode de grafit. Han estat trobats en condicions anaeròbiques al sòl i en sediments aquàtics.

## Història
L'espècie Geobacter metallireducens va ser aïllada per primera vegada per Derek Lovley l'any 1987 en sediments de sorra del riu Potomac a Washington DC. La primera soca va ser anomenada GS-15.

## Aplicacions
L'habilitat dels Geobàcter contaminants orgànics (olis) i materials radioactius produint diòxid de carboni com a producte de rebuig ha estat emprada per netejar vessaments de petroli subterranis i per a la precipitació d'urani de les aigües subterrànies. Els Geobàcter metabolitzen el material mitjançant la creació de pili elèctricament conductors entre el seu cos i el material del qual s'alimenten.
Múltiple espècies de Geobacter han estat fetes servir per cooperar en la metabolització d'una mescla de substàncies químiques que cada una de les espècies no hauria pogut processar sola. En presència d'etanol i fumarat de sodi, G. metallireducens trencar la molècula d'etanol, generant un excés d'electrons que són transferits a G. sulfurreducens mitjançant "nanofils" entre diferents bacteris d'aquesta espècie, fet que possibilita la separació dels ions del fumarat de sodi. El nanofils estan fets de proteïnes amb una conductivitat semblant a la dels metalls.

### Cèl·lules de combustible
La producció de l'electricitat durant aquest procés va encaminar els científics a teoritzar que els Geobàcter podrien actuar com a cèl·lula de combustible vivent que podria convertir biomassa en electricitat. Les aplicacions potencials existeixen en el camp de la nanotecnologia per a la creació de nanofils bacterians en circuits molt petits i dispositius electrònics. El nanofils podrien ser connectats, creant una xarxa electrònica microscòpica.

### Biodegradació i bioremediació
La biodegradació microbiana de contaminants orgànics és de gran importància mediambiental i implica reaccions bioquímiques noves i intrigants. En particular, durant molt de temps es va dubtar que els hidrocarburs i els compostos halogenats poguessin ser degradats anaeròbicament, però l'aïllament de bacteris anaèrobics desconeguts fins aleshores que degraden hidrocarburs i deshalogenen compostos mitjançant reducció, han documentat aquests processos a la natura. Reaccions bioquímiques mai descrites abans van ser descobertes, habilitant les respectives vies metabòliques, però el progrés en la comprensió molecular d'aquests bacteris va ser alentit degut a l'absència de sistemes genètics per a la majoria d'ells. Tanmateix, més tard diverses seqüències genòmiques completes esdevenien disponibles per aquests bacteris. El genoma del bacteri G. metallireducens degradant d'hidrocarburs i reductor de ferro (accessió núm. NC_007517) va ser determinat l'any 2008. El genoma va revelar la presència de gens que codifiquen deshalogenases reductores, suggerint un ample espectre deshalogenant. A més, les seqüències del genoma van proporcionar idees sobre l'evolució de la deshalogenació reductora i les diferents estratègies utilitzades per a l'adaptació a diferents nínxols ecològics.
Les espècies Geobacter són sovint els organismes predominants quan la transferència d'electrons extracel·lular és un procés de bioremediació important en entorns d'aigües vadoses. Per això, en el camp de la biologia de sistemes una via d'abordatge per a la comprensió i optimització de la bioremediació amb espècies Geobacter ha estat iniciada amb l'objectiu definitiu de desenvolupar models in silico que puguin pronosticar el creixement i metabolisme dels Geobàcter en una diversitat de condicions d'aigües vadoses. Els genomes de múltiples espècies Geobàcter han estat sequenciats. També s'han realitzat estudis funcionals fisiològics i genòmics ben detallats d'una de les espècies, G. sulfurreducens. Els models genòmics de diverses espècies Geobàcter que són capaços de pronosticar les respostes fisiològiques sota condicions mediambientals diferents també estan disponibles. En el camp de la bioremediació de residus radioactius, l'anàlisi quantitativa de nivells de gen transcrits durant la bioremediació in situ d'urani va demostrar que és possible seguir índexs de metabolisme in situ i l'estat metabòlic dels Geobàcter en aigües vadoses.

## Cultura popular
Els Geobàcter apareixen en el primer episodi de la tercera temporada de ReGenesis. Els Geobàcter han esdevingut una icona per ensenyar electrogènesi microbiana i les cèl·lules de combustible microbianes.